# Tel Awiw ha-Szalom
Tel Awiw ha-Szalom (hebr. תל אביב השלום) – jest jedną ze stacji kolejowych w Tel Awiwie, w Izraelu. Jest obsługiwana przez Rakewet Jisra’el. Znajduje się w osiedlu Ha-Kirja, w kompleksie biznesowo-handlowym Centrum Azrieli położonym przy autostradzie Ayalon.

## Nazwa
Podczas projektowania północnej strefy biznesowej Ha-Kirja założono, że jego centrum będzie stanowić kompleks drapaczy chmur połączonych z sobą i spiętych z węzłem komunikacyjnym drogowo-kolejowym. Kompleks miał się nazywać „Centrum Pokoju”. Nazwę kompleksu zmieniono na Centrum Azrieli, jednak nazwa tutejszej stacji kolejowej nawiązuje do pierwotnych założeń - „Dworzec Pokoju”.

## Historia

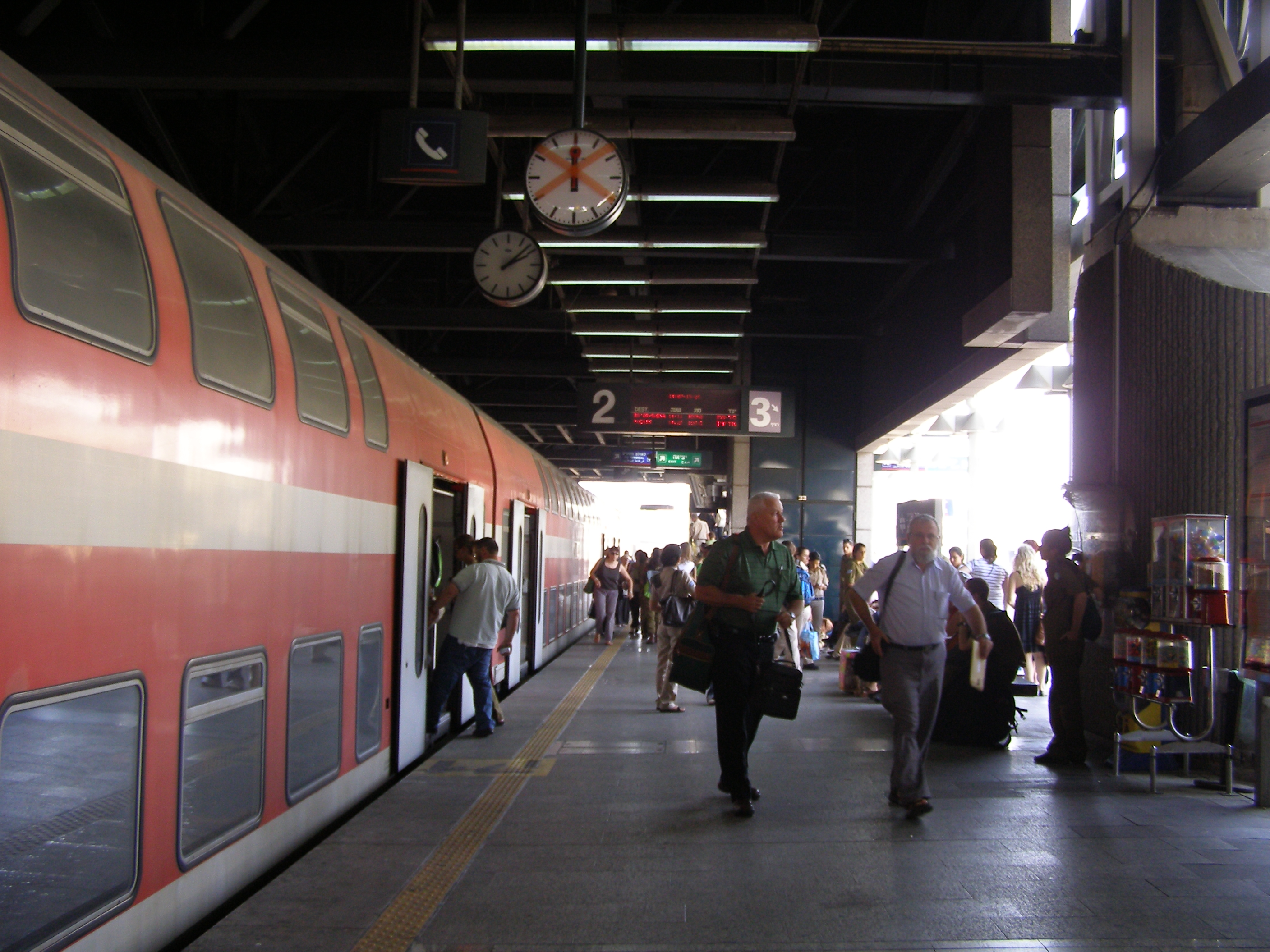
Piętrowy pociąg Bombardier na stacji

Stacja została wybudowana w latach 1994–1996 przez polską firmę Mostostal Warszawa. Projekt przygotowało biuro architektów Goshen. Na owe czasy był to nowatorski projekt połączony z równocześnie budowanym Centrum Azrieli. Projekt był powiązany z regulacją rzeki Ajjalon. Otwarcie stacji nastąpiło 5 maja 1996.
Pierwotnie stacja miała posiadać dwa perony, pomiędzy którymi przebiegałyby dwa tory kolejowe. W 2001 podjęto decyzję o rozbudowie, dodając w 2006 kolejny trzeci tor. Równocześnie przeprowadzono prace związane z wyciszeniem hałasu dobiegającego z sąsiedniej autostrady Ayalon.

## Dane ogólne
Stacja jest obsługiwana przez Rakewet Jisra’el. Jest to jedna z najbardziej zatłoczonych stacji kolejowych w Izraelu. Stacja posiada dwa perony i trzy tory. Perony obsługują pociągi poruszające się w obu kierunkach.
Stacja jest dostępna z obydwóch stron autostrady Ayalon. Główne wejście znajduje się od strony mostu Chaima Landau. Dodatkowo ponad autostradą przebiega piesza kładka łącząca stację z Centrum Azrieli. Z napowietrznego pomostu mogą korzystać także osoby, które nie chcą skorzystać z pociągu. Stacja jest przystosowana dla osób niepełnosprawnych. Przy stacji znajdują się przystanki autobusowe umożliwiające dojechanie do prawie każdej części miasta. Jest tutaj także postój taksówek i parking samochodowy.

## Połączenia
Pociągi z Tel Awiwu Hashalom jadą do Jerozolimy, Bet Szemesz, Lod, Bene Berak, Petach Tikwa, Rosz ha-Ajin, Kefar Sawy, Naharijji, Hajfy, Riszon le-Cijjon, Binjamina-Giwat Ada, Natanii, Rechowot, Aszkelonu i Beer Szewy.